# Hansági Ágnes
Hansági Ágnes (Kulcsár-Szabó Ágnes) (Tatabánya, 1968. szeptember 24. –) magyar irodalomtörténész, egyetemi tanár, a Magyar Tudományos Akadémia doktora (2021). Kulcsár-Szabó Zoltán (1973–) irodalomtörténész felesége.

## Életpályája
1987–1988 között a Janus Pannonius Tudományegyetem magyar nyelvészet és kommunikáció szakán tanult. 1989–1991 között az Eötvös Loránd Tudományegyetem Bölcsészettudományi Kar orosz szakán tanult. 1989–1993 között az Eötvös Loránd Tudományegyetem Bölcsészettudományi Kar magyar nyelv és irodalom szakát is elvégezte; 1993-ban magyar nyelv és irodalom szakos középiskolai tanár lett. 1993–1997 között a Budapesti Könyvesiskola óraadója volt. 1994-től az Általános Irodalomtudományi Kutatócsoport (ELTE) tagja. 1994–1997 között az Eötvös Loránd Tudományegyetem MII Doktoriskola doktori képzésén vett részt. 1996–1997 között a Budapesti Tanítóképző Főiskola óraadója volt. 1997–2002 között a Károli Gáspár Református Egyetem Magyar Intézetének egyetemi tanársegéde volt. 1999-ben a Bécsi Egyetem ösztöndíjasa volt. 
2000-től a Magyar Irodalomtörténeti, Elméleti és Komparatisztikai Tudományos Diákkör elnöke. 2001-ben PhD. fokozatot szerzett az Eötvös Loránd Tudományegyetemen. 2002–2003 között a Károli Gáspár Református Egyetem Bölcsészettudományi Kar Újkori Magyar Irodalom Tanszék egyetemi adjunktusa volt. 2003–2007 között a Károli Gáspár Református Egyetem Bölcsészettudományi Kar Összehasonlító Irodalomtudományi és Irodalomelméleti Tanszék egyetemi adjunktusa, 2006–2007 között megbízott tanszékvezetője, 2007–2012 között tanszékvezetője volt. 2005–2011 között a Károli Gáspár Református Egyetem Bölcsészettudományi Kar Tudományos Diákköri Tanácsának elnöke volt. 2007-től a Károli Gáspár Református Egyetem Bölcsészettudományi Kar egyetemi docense, 2008–2010 között tudományos és fejlesztési dékánhelyettese volt. 2007-től az OTDT mellett működő Humán Tudományi Szakmai Bizottság elnökhelyettese. 
2012-ben habilitált az Szegedi Tudományegyetemen. 2018 óta a Szegedi Tudományegyetem egyetemi tanára.2021-ben a Magyar Tudományos Akadémia doktora lett.
Kutatási területe az irodalom- és kultúraelmélet, a romantika és a modernség irodalma, a kanonizációs folyamatok és ezek mediális feltételei, a tárcaregény, valamint Jókai Mór tárcaregényei.

## Művei
- Az idő archeológiája (2003)
- Klasszikus – Korszak – Kánon (2003)
- Az Ixión-szindróma (2006)
- Tárca – regény – nyilvánosság (2014)
- Kánonon innen és kánonon túl (2017)
- Irodalmi kommunikáció és műfajiság (2022)
- Jókai, a himnuszköltő (2023)

## Díjai
- Soros doktorandusz-ösztöndíj (1998-1999)
- DAAD kutatói ösztöndíj (1999-2000, 2011)
- Bolyai-ösztöndíj (2001-2003, 2008-2011)
- ÖAD kutatói ösztöndíj (2009)
- Alföld-díj (2018)[5]